# Palacio de Chaillot
El Palacio de Chaillot (del francés: Palais de Chaillot) de París está situado en el distrito XVI, en la plaza del Trocadéro, en la colina de Chaillot. Se construyó para la Exposición Universal de 1937 por los arquitectos Léon Azéma, Jacques Carlu y Louis-Hippolyte Boileau, en lugar de la plaza del antiguo Palacio del Trocadero. Se encuentra en la ribera derecha del Sena, frente a la Torre Eiffel.
El palacio consta de dos pabellones de estilo neoclásico con dos alas curvilíneas de 195 m que bajan hacia el Sena. Están separados por una explanada que da a los jardines del Trocadéro. En una superficie de 55.000 m² el edificio aloja tres grandes museos –el Museo de la Marina, el Museo del Hombre y el Museo de la Arquitectura (Cité de l'architecture)— y el Teatro Nacional de Chaillot.
En el palacio la Asamblea General de las Naciones Unidas adoptó la Declaración Universal de los Derechos Humanos el 10 de diciembre de 1948. Por ello, a iniciativa del entonces presidente de la República François Mitterand, la explanada central del palacio recibió en 1985 el nombre de Parvis (plaza) de las Libertades y de los Derechos del Hombre.